# Badefols-d’Ans
Badefols-d’Ans (Okzitanisch: Badafòu d’Ans) ist eine französische Gemeinde mit 410 Einwohnern (Stand: 1. Januar 2022) im Département Dordogne in der Region Nouvelle-Aquitaine. Sie gehört zum Arrondissement Sarlat-la-Canéda und zum Kanton Le Haut-Périgord noir. Die Einwohner werden Badefolais und Badefolaises genannt.

## Geographie
Badefols-d’Ans liegt 35 Kilometer ostnordöstlich von Périgueux an der Auvézère. Umgeben wird Badefols-d’Ans von den Nachbargemeinden Boisseuilh im Norden, Teillots im Nordosten, Coubjours im Osten, Louignac im Osten und Südosten, Villac im Süden und Südwesten, Châtres im Süden, Nailhac im Westen sowie Hautefort im Nordwesten.

## Bevölkerungsentwicklung
| Jahr                       | 1962 | 1968 | 1975 | 1982 | 1990 | 1999 | 2006 | 2019 |
| Einwohner                  | 567  | 545  | 518  | 511  | 451  | 457  | 463  | 391  |
| Quellen: Cassini und INSEE |      |      |      |      |      |      |      |      |

## Sehenswürdigkeiten
- Kirche Saint-Vincent-et-Saint-Cloud aus dem 12./13. Jahrhundert, seit 1948 als Monument historique klassifiziert
- Schloss Badefols-d’Ans aus dem 14./15. Jahrhundert, seit 2007 als Monument historique eingeschrieben

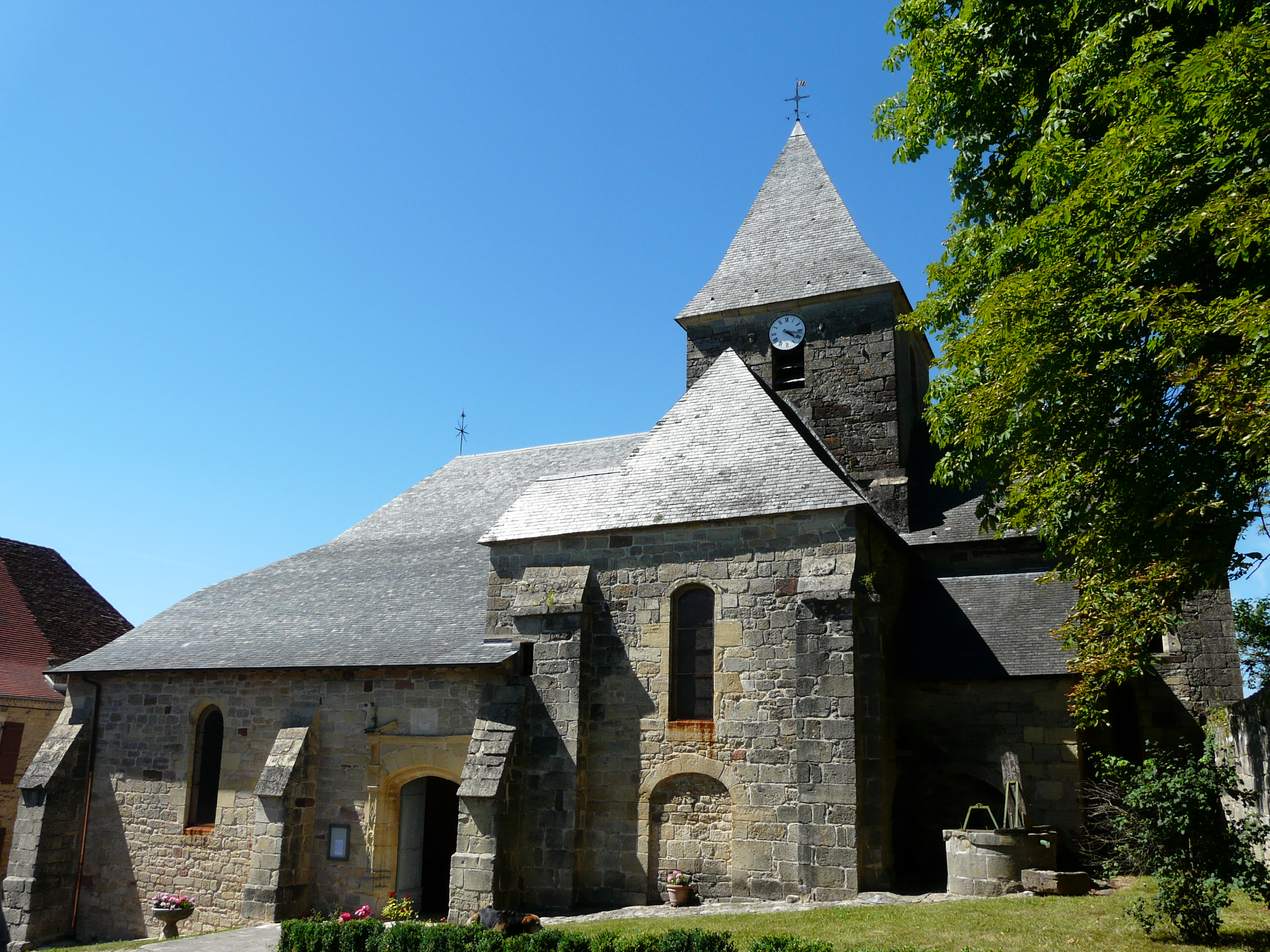
Kirche Saint-Vincent-et-Saint-Cloud
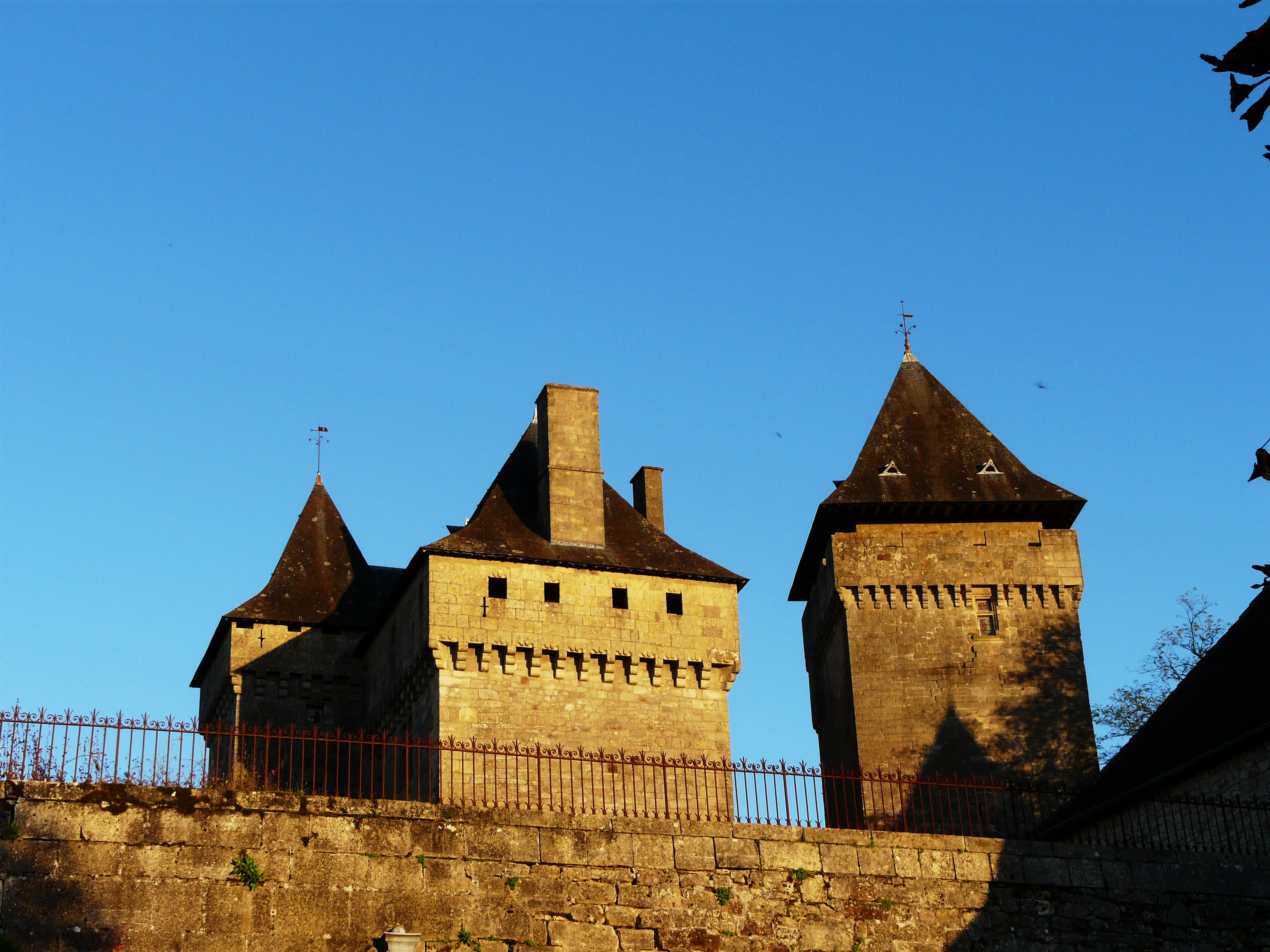
Schloss Badefols-d’Ans

## Gemeindepartnerschaft
Mit der belgischen Gemeinde Ans in der Provinz Lüttich besteht seit 1999 eine Partnerschaft.